# Луганский государственный цирк
Луга́нский госуда́рственный цирк —  учреждение культуры, построенное в г. Луганске по инициативе местной власти и открытый Юрием Никулиным в ноябре 1971 года.

## История цирка
В ноябре 1971 года в Ворошиловграде(ныне Луганск) состоялось открытие нового современного здания государственного цирка, построенного по типовому проекту Соломеи Гельфер. Средства, стройматериалы и строителей на строительство цирка выделили предприятия города, поскольку цирк строился по инициативе местной власти. Активное участие в строительстве принял тогдашний руководитель области, первый секретарь Луганского обкома Владимир Шевченко, он способствовал тому, что на торжественное открытие прибыл Юрий Никулин. 29 ноября 1971 года Юрий Владимирович дал специальный спектакль для строителей цирка.
За время существования луганский цирк с выступлениями посетили выдающиеся мастера арены: дрессировщики — представители династии Дуровых, Запашных, дрессировщица уссурийских тигров — Маргарита Назарова, Михаил Багдасаров. Со своими знаменитыми аттракционами «Тигра и львицы» и «Тигры на лошадях» выступали Людмила и Владимир Шевченко. Среди известных клоунов в цирке выступал Михаил Румянцев («Карандаш»), Юрий Никулин и Михаил Шуйдин, Олег Попов, Юрий Куклачёв, Валерий Серебряков, Владимир Кремена, Анатолий Марчевский и другие. Среди выдающихся иллюзионистов здесь побывал Игорь Кио, Наталья Рубанова, Юрий Авьерино, Олег Сокол, Отар Ратиани. Жители города познакомились с творчеством цирковых артистов из Венгрии, Чехословакии, Германии, Монголии, Польши.

## Характеристика цирка
Цирк рассчитан на 1800 посадочных мест, он же является и киноконцертным комплексом. Помещение построено так, что здесь могут проходить не только  цирковые представления, но и предусмотрена площадка для выступления вокальных исполнителей и ансамблей, а также экран для демонстрации кинофильмов. Цирк — целый комплекс, включающий отель, конюшни, репетиционную базу, кухни для людей и животных, душевые, много подсобных помещений, склады, мастерские.

## Артисты цирка
Цирк воспитал известных цирковых артистов, которые выступают со своими номерами по всему миру, например, Заслуженный артист Украины Виктор Шульженко, Заслуженный артист России Анатолий Приз, семья Митителу, семья Кирашовых, выступающих в разных жанрах: как велофигуристы они стали лауреатами всесоюзного конкурса артистов эстрады, позже они ставили номера с дрессированными рептилиями и обезьянами, а их сын Рафаэль входит в рейтинг лучших цирковых артистов мира, снимался в программе французского телевидения «Лучшие цирковые артисты мира», был участником телевизионных проектов «Украина имеет талант» (3 сезон), «Минута славы», а недавно удостоился почетного звания «Заслуженный артист эстрады Украины».
Есть в цирке и артисты-луганчане: Марина и Александр Крот и их сын Евгений (выступают с номерами «Гимнасты в рейнском колесе» и «Дрессура в ритме танца» (собаки и кошки)), Татьяна Шакурова (экзотические животные), семья Майчук (номер «Птичья феерия») Наталья и Алексей Царевские, Александр Бекешко и т. д. Бывший артист цирка Анатолий Марчевский стал народным артистом России и директором и художественным руководителем Екатеринбургского цирка.

## Современный цирк
В 2002 году на базе Луганского государственного цирка было создано отделение эстрадно-циркового искусства Луганского областного колледжа культуры. Отделением руководит директор цирка Дмитрий Касьян, который в 2011 году получил звание заслуженного деятеля эстрадного искусства. За годы своего существования педагоги отделения подготовили десятки номеров, с которыми артисты выступают как на Украине, так и за рубежом.
В 2002 году по инициативе цирка, а также Луганской государственной академии культуры и искусств и коммунального учреждения «Луганский областной Центр учебно-методической работы, культурных инициатив и киноискусства», с целью содействия взаимопониманию и взаимообогащению в области культуры и искусства, пропаганды циркового искусства и творческого поиска талантливой молодёжи учреждён Фестиваль детских и юношеских цирковых коллективов, школ и исполнителей «Цирковое будущее». Первый фестиваль состоялся в 2002 году в помещении Луганского государственного цирка и имел статус регионального, в 2005 году Фестиваль приобрёл статус всеукраинского, а с 2007 года вышел на международный уровень.
Ежегодно в фестивале принимают участие коллективы, исполнители и гости из многих стран. За время существования фестиваля в нём приняли участие более 1100 любительских и профессиональных исполнителей из разных стран.
В программе VІІ фестиваля, который прошёл в 2013 году, помимо конкурсных показов, была также проведена научно-практическая конференция «Современное цирковое искусство в европейском поликультурном пространстве», прошли мастер-классы по жанрам, «круглые столы», многогранная экскурсионная программа.
В конкурсных просмотрах фестиваля приняли участие более 150 коллективов и исполнителей с Украины, из России, Белоруссии, Италии, Швеции, Швейцарии, Великобритании и других стран мира. Членами жюри стали известные в цирковом мире специалисты. Гран-при VІІ Международного фестиваля детских и юношеских цирковых коллективов и исполнителей «Цирковое будущее» получили акробаты на дорожке г. Симферополь, Украина, руководитель — Владимир Мышастый.
Здание цирка серьёзно пострадало в ходе Вооружённого конфликта на востоке Украины 2014—2015 годов. К декабрю 2015 года здание было полностью восстановлено и 28 декабря 2015 года, при поддержке министра культуры РФ Владимира Мединского и генерального директора «Росгосцирка» Вадима Гаглоева, цирк был вновь открыт для посещения.